# 空白刑法
空白刑法（英語：Blank criminal laws）是一種刑法的形式，其中對於犯罪行為的描述不是完全明確的，而是留有空白，需要透過其他法律或法規來具體化。在這種情況下，刑法條文本身不提供足夠的訊息來確定特定行為是否構成犯罪，而是依賴於其他法律或行政命令來界定。

## 例子
中華民國法律的《毒品危害防制條例》規定，毒品分為一到四級。根據毒品的級別，以及行為人對毒品採取的行為，其受到的處罰會有所不同。在毒品危害防制條例中，從第4條開始至第11-1條，列出對毒品的各種行為會遭受的懲罰。毒品在這些條文的敘述中用的是分級，例如「第一級毒品」，而不會列出個別毒品的名稱，例如「海洛因、嗎啡、鴉片、古柯鹼」等等。毒品的分級會由法務部與衛生福利部組成的審議委員會進行審議，通過後由行政院公告調整、增減。這種模式就有空白刑法的精神。

## 空白刑法錯誤
空白刑法錯誤（Blank Criminal Law Error）是一個刑法學的概念，主要涉及到當一個人由於不了解或誤解了與刑法相關的外部規定或法條（這些外部規定用於填補刑法中的“空白”部分），從而導致他們不知道自己的行為是非法的情況。
在“空白刑法”中，刑法條文本身可能不會完全明確地描述犯罪行為的具體細節，而是會引用其他法律或法規來提供這些細節。當一個人因為不熟悉或誤解這些外部規定而不知道自己的行為構成犯罪，這就產生了空白刑法錯誤。
例如，某個環保法律可能規定，排放特定類型的污染物是非法的，但具體哪些物質屬於這個類別可能是由另外一個技術標準或行政命令來定義的。如果一個工廠主不知道某種由他們排放的化學物質已經被新的行政法規列為禁止排放的污染物，他可能會無意中違反了環保法律。在這種情況下，這個工廠主的無知或誤解可以被視為一種空白刑法錯誤。
這種錯誤在法律實踐中具有重要意義，因為它關係到對行為人的刑事責任認定，特別是在判斷犯罪的故意或過失方面。不同的法律系統對於如何處理這種錯誤有不同的規定和態度。